# Маноляса
Маноляса (на гръцки: Μανολιάσα) е село в Северозападна Гърция, дем Янина, област Епир. Според преброяването от 2001 година населението му е 307 души.

## География
Селото е разположено на 21 километра югозападно от град Янина.